# Ре-Белле, Коринн
не путать с певицей Корин Бэйли Рэй
Кори́нн Ре-Белле́ (фр. Corinne Rey-Bellet, 2 мая 1972, Ле-Крозе, Валь-д’Илье, кантон Вале, Швейцария — 30 апреля 2006, там же) — швейцарская горнолыжница, вице-чемпионка мира 2003 года в скоростном спуске, победительница пяти этапов Кубка мира в 1999—2002 годах, многократная чемпионка Швейцарии, участница 4 зимних Олимпийских игр. Успешно выступала в скоростных дисциплинах и гигантском слаломе.
Завершила карьеру весной 2003 года вскоре после успешного выступления на чемпионате мира в Санкт-Морице.
30 апреля 2006 года Коринн была застрелена в доме своих родителей своим мужем Герольдом Штадлером, с которым они расстались приблизительно за 10 дней до этого. Также был убит брат Коринн Ален, который должен был жениться через несколько дней, мать Коринн и Алена 60-летняя Ферена была серьёзно ранена. Двухлетний сын Коринн и Герольда Кевин, находившийся дома, не пострадал, также не пострадал отец Коринн, который отсутствовал. Солдат швейцарской армии Штадлер был найден мёртвым в лесу 3 мая 2006 года, при нём было табельное оружие, из которого были убиты Коринн и Ален, сам Штадлер застрелился приблизительно за 36 часов до того, как его тело было найдено.

## Результаты на крупнейших соревнованиях

### Зимние Олимпийские игры
| Олимпийские игры    | Скоростной спуск | Супергигант | Гигантский слалом | Слалом | Комбинация |
| ------------------- | ---------------- | ----------- | ----------------- | ------ | ---------- |
| 1992 Альбервиль     | —                | —           | 17                | —      | —          |
| 1994 Лиллехаммер    | —                | —           | DNF               | —      | —          |
| 1998 Нагано         | 30               | 31          | —                 | —      | —          |
| 2002 Солт-Лейк-Сити | 5                | 9           | 13                | —      | —          |

### Победы на этапах Кубка мира (5)
| № | Сезон   | Дата        | Место       | Дисциплина           |
| - | ------- | ----------- | ----------- | -------------------- |
| 1 | 1998/99 | 16 янв 1999 | Санкт-Антон | Супергигант          |
| 2 | 1998/99 | 16 янв 1999 | Санкт-Антон | Скоростной спуск     |
| 3 | 1999/00 | 15 янв 2000 | Альтенмаркт | Скоростной спуск (2) |
| 4 | 2000/01 | 9 мар 2001  | Оре         | Супергигант (2)      |
| 5 | 2001/02 | 2 мар 2002  | Ленцерхайде | Скоростной спуск (3) |